# A Origem dos Guardiões
A Origem dos Guardiões (no original em inglês Rise of the Guardians) é um filme de animação digital estadunidense dos gêneros aventura, fantasia e infantil de 2012, produzido pela DreamWorks Animation e distribuído pela Paramount Pictures. O filme foi dirigido por Peter Ramsey (em sua estreia como diretor em longas-metragens) a partir de um roteiro de David Lindsay-Abaire, sendo baseado na série de livros The Guardians of Childhood e no curta-metragem The Man in the Moon de William Joyce. É estrelado pelas vozes de Chris Pine, Alec Baldwin, Jude Law, Isla Fisher e Hugh Jackman. O filme conta a história dos Guardiões das crenças das crianças Papai Noel, Fada do dente, Coelhinho da Páscoa e Sandman, que recrutam Jack Frost para impedir o malvado Bicho-papão de engolir o mundo nas trevas em uma luta de sonhos.
Foi lançado nos Estados Unidos em 21 de novembro de 2012 e em 30 de novembro de 2012 no Brasil. A Origem dos Guardiões recebeu críticas geralmente positivas da crítica e do público, mas apesar de arrecadar US$ 306,9 milhões em todo o mundo contra um orçamento de US$ 145 milhões, foi considerado uma decepção comercial para a DreamWorks, que perdeu cerca de US$ 87 milhões devido a custos de marketing e distribuição. Foi indicado ao Globo de Ouro de Melhor Filme de Animação (perdendo para Brave) e ao Annie Award de Melhor Filme de Animação (perdendo para Wreck-It Ralph).
Foi o último filme da DreamWorks Animation a ser distribuído pela Paramount Pictures. A partir de Os Croods (2013), a 20th Century Fox passou a distribuir os filmes do estúdio até Captain Underpants: The First Epic Movie (2017). A Origem dos Guardiões foi considerado a maior decepção comercial da DreamWorks Animation até Ruby Gillman, Teenage Kraken fracassar esmagadoramente nas bilheterias em 2023.

## Enredo
Jack Frost acorda em um lago congelado com amnésia e percebe que ninguém pode vê-lo ou ouvi-lo. Trezentos anos depois, o Homem da Lua avisa Papai Noel que o bicho-papão Breu está ameaçando crianças com seus pesadelos. Noel convoca o Coelhinho da Páscoa Coelhão, Sandman e a Fada do dente para ajudar a derrotar Bicho-papão quando eles são informados de que Jack Frost foi escolhido para se juntar a eles como um novo Guardião. Coelhão é enviado por Noel para trazer Jack ao Polo Norte e Noel explica a Jack que cada Guardião tem um motivo pelo qual eles são escolhidos como os Guardiões das crianças.
Visitando o palácio da Fada do dente, Jack descobre que cada dente de leite contém as memórias da infância das crianças que o perderam, incluindo os dentes de Jack. Jack deseja encontrar seu dente perdido para recuperar suas memórias; no entanto, Breu invade o castelo da Fada, sequestrando suas fadinhas dos dentes subordinadas, exceto uma que é salva por Jack, roubando todos os dentes. Isso impede que a Fada compartilhe as memórias de Jack e enfraquece a crença das crianças nela. Para frustrar o plano de Breu, o grupo decide coletar eles próprios os dentes das crianças no lugar das fadas. Uma das crianças que eles visitam inclui Jamie, que acorda e vê os Guardiões, pois ele ainda acredita na existências deles, com exceção de Jack. Os pesadelos de Breu atacam e dominam Sandman, destruindo-o.
À medida que a Páscoa se aproxima, os Guardiões viajam até o mundo de Coelhão e pintam ovos, determinados a não deixar Breu estragar a Páscoa. Jack é atraído para o covil de Breu; ele encontra seus dentes lá e acaba se distraindo por tempo suficiente para que os pesadelos de Breu destruam os ovos de Coelhão, arruinando a Páscoa e fazendo com que as crianças parem de acreditar no Coelhinho. Após quebrar a confiança dos Guardiões, Jack foge para a Antártida e luta contra Breu, que quebra o cajado mágico de Jack e o joga em um abismo. Uma vez possuindo os seus dentes, Jack abre as memórias deles e descobre que ele era um adolescente humano que se afogou no lago congelado ao salvar sua irmã mais nova trezentos anos antes. Inspirado, ele conserta seu cajado e resgata as fadinhas sequestradas.
Por conta das ações de Breu, todas as crianças do mundo, exceto Jamie, descreem nos Guardiões, enfraquecendo-os drasticamente. Ao descobrir que a crença de Jamie ainda está forte, Jack faz nevar em seu quarto, renovando a crença de Jamie e tornando-o a primeira pessoa a acreditar em Jack, passando a vê-lo. Jack percebe que seu motivo de ser escolhido como Guardião é por ele ser divertido durante o inverno, fazendo as crianças brincar na neve, e reúne os amigos de Jamie para brincar com eles, originando uma crença renovada que reforça sua luta contra Breu e ressuscita Sandman. Os sonhos das crianças revelam-se mais fortes que os pesadelos, que se voltam contra Breu e o arrastam para o submundo. Jack finalmente aceita seu lugar como Guardião da Diversão.

## Elenco de dublagem
| Personagem                    | Original       | Dublador                                                                                               | Dobrador        |
| ----------------------------- | -------------- | --- | --------------- |
| Jack Frost                    | Chris Pine     | Thiago Fragoso                                                                                         | Pedro Granger   |
| Breu (Bicho-papão)            | Jude Law       | Jorge Lucas                                                                                            | José Fidalgo    |
| Coelhão (Coelhinho da Páscoa) | Hugh Jackman   | Alexandre Moreno                                                                                       | Paulo Pires     |
| Fada dos dentes               | Isla Fisher    | Isabelle Drummond                                                                                      | Rita Redshoes   |
| Papai Noel                    | Alec Baldwin   | Wagner Nunes                                                                                           | Manuel Cavaco   |
| Sandman (João Pestana)        | Sem Dublador   | Sem Dublador                                                                                           | Sem Dublador    |
| Jamie Bennett                 | Dakota Goyo    | João Victor Granja                                                                                     | Martim Barbeiro |
| Sophie Bennet                 | Georgie Grieve | Pamella Rodrigues                                                                                      | Desconhecido    |
| Sra. Bennett                  | Emily Nordwind | Márcia Coutinho                                                                                        | Desconhecido    |
| Vozes Adicionais              |                | Ana Lúcia Menezes, Marcelo Coutinho, Márcia Coutinho, Pedro Capelli, Rafael Capelli, Vinicius Capelli. |                 |

## Produção
Em 2005, William Joyce e a Reel FX se uniram numa joint venture, Aimesworth Amusements, para a produção de longas-metragens de animação em CGI, um dos quais seria o projeto "The Guardians of Childhood", baseado numa ideia de Joyce. O filme não foi realizado, mas eles criaram um curta-metragem de animação, The Man in the Moon, dirigido por Joyce, que introduziu a ideia dos Guardiões e serviu de inspiração para o filme anos depois.
No início de 2008, Joyce vendeu os direitos do filme para a DreamWorks Animation, depois que o estúdio lhe garantiu que respeitaria sua visão para os personagens e que ele estaria envolvido no processo criativo. Em novembro de 2009, foi revelado que a DreamWorks havia contratado Peter Ramsey para fazer sua estreia como diretor do então intitulado projeto "The Guardians", enquanto o dramaturgo David Lindsay-Abaire foi trazido para escrever o roteiro; Lindsay-Abaire já havia trabalhado com Joyce co-escrevendo o roteiro de Robots. Joyce atuou como codiretor nos primeiros anos, mas deixou o cargo após a morte de sua filha Mary Katherine, que morreu de complicações relacionadas ao diagnóstico positivo de câncer no cérebro em maio de 2010. Joyce continuou a trabalhar no filme apenas como produtor executivo, enquanto Ramsey assumiu o comando sozinho como diretor em tempo integral, tornando-o o primeiro afro-americano a dirigir um filme de animação digital de grande orçamento. Tal como aconteceu com alguns filmes anteriores da DreamWorks, Guillermo del Toro juntou-se a Joyce como produtor executivo. Presente quase desde o início, ele foi capaz de ajudar a moldar a história, o design dos personagens, o tema e a estrutura do filme. Ele disse estar orgulhoso de que os cineastas estivessem fazendo partes do filme "sombrias, melancólicas e poéticas" e expressou esperança de que isso pudesse "estabelecer um tom diferente para filmes de família e para filmes de entretenimento". O título final, Rise of the Guardians, foi anunciado no início de 2011, junto com o primeiro elenco.
Roger Deakins, o diretor de fotografia que já havia trabalhado no filme anterior da DreamWorks How to Train Your Dragon, aconselhou sobre a iluminação para conseguir sua aparência real. Ele selecionou referências fotográficas para tonalidades de cores e durante a produção deu notas sobre contraste, saturação, profundidade de campo e intensidade de luz. O filme contém muitos efeitos especiais, particularmente as partículas volumétricas para representar os personagens Sandman e Breu. Para isso, a DreamWorks Animation desenvolveu o OpenVDB, uma ferramenta e formato mais eficiente para manipular e armazenar dados de volume, como fumaça e outros materiais amorfos em animações por computador. O OpenVDB já havia sido usado em Puss in Boots e Madagascar 3: Europe's Most Wanted, e foi lançado em agosto de 2012 gratuitamente como um projeto de código aberto com a esperança de se tornar um padrão da indústria.
Embora o filme seja baseado na série de livros de Joyce, ele contém diferenças em relação aos livros. A série de livros, iniciada em 2011, explica as origens dos personagens, enquanto o filme se passa cerca de trezentos anos depois dos livros e mostra como os personagens agem na atualidade. Joyce explicou: “Porque não quero que as pessoas leiam o livro e depois assistam ao filme e digam: ‘Ah, gosto mais do livro’, e também não queria que soubessem o que acontece no filme. E eu também sabia que durante o progresso da produção cinematográfica muitas coisas podem mudar. Então, eu queria ter uma espécie de distância, para que pudéssemos invocar os livros e usá-los para nos ajudar a descobrir o mundo do filme, mas eu não queria que eles fossem abertamente competitivos entre si". A ideia dos Guardiões veio da filha de Joyce, que lhe perguntou "se ele achava que Papai Noel já havia conhecido o Coelhinho da Páscoa". O filme inclui uma dedicatória a ela, bem como uma música, "Still Dream", tocada nos créditos finais.
Originalmente, o filme estava previsto para ser lançado em 2 de novembro de 2012, mas a DreamWorks Animation adiou o filme para 21 de novembro de 2012, para evitar competição com o próximo filme da Pixar, Monsters University, que por sua vez foi adiado para 2 de novembro de 2012 para evitar a competição com The Twilight Saga: Breaking Dawn – Part 2. Monsters University foi então adiado para 21 de junho de 2013, com Wreck-It Ralph da Disney tomando seu lugar na data.

## Música
O compositor francês Alexandre Desplat compôs a trilha sonora original do filme, que foi lançada num álbum em 13 de novembro de 2012, pela Varèse Sarabande. A partitura foi gravada em Londres no Abbey Road Studios e na Air Studios, sendo interpretada pela Orquestra Sinfônica de Londres, com contribuição do coral London Voices. David Lindsay-Abaire escreveu a letra da música dos créditos finais, "Still Dream", interpretada pela cantora soprano Renée Fleming. O Pássaro de Fogo, de Ígor Stravinski, também pode ser ouvida durante a cena em que Noel aparece pela primeira vez.

## Lançamento

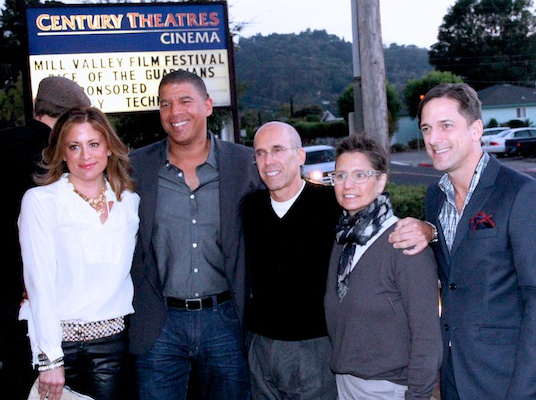
Estreia de A Origem dos Guardiões no Mill Valley Film Festival. Da esquerda para a direita: Christina Steinberg, produtora; Peter Ramsey, diretor; Jeffrey Katzenberg, CEO da DreamWorks Animation; Nancy Bernstein, produtora; e Bill Damaschke, diretor criativo da DreamWorks Animation.

A Origem dos Guardiões teve sua estreia em 10 de outubro de 2012, no The Mill Valley Film Festival em Mill Valley, Califórnia, seguida pela estreia internacional no Festival Internacional de Cinema de Roma em 13 de novembro de 2012. Sob distribuição da Paramount Pictures, o filme foi lançado em 21 de novembro de 2012, nos cinemas americanos. Remasterizado digitalmente em 3D, foi exibido em cinemas IMAX nacionais e internacionais limitados. Foi o segundo filme lançado no formato de áudio 3D Auro 11.1 da empresa Barco N.V, depois de Red Tails. O filme também foi exibido em Dolby Atmos, uma tecnologia de som surround introduzida em 2012. A Origem dos Guardiões foi o último filme da DreamWorks Animation a ser distribuído pela Paramount, uma vez que a DreamWorks havia assinado um novo contrato de distribuição com duração de cinco anos com a 20th Century Fox, que começou em 2013 com Os Croods.

### Mídia doméstica
O filme foi lançado em Blu-ray (2D e 3D) e DVD em 12 de março de 2013. Foi o último lançamento de mídia doméstica da DreamWorks Animation a ser feito pela Paramount Home Entertainment. O filme teve mais sucesso nas vendas de mídia doméstica do que nas bilheterias dos cinemas, tendo no final do segundo trimestre de 2013 "a maior taxa de conversão de bilheteria em DVD entre os principais lançamentos". No primeiro trimestre de 2013, vendeu 3,2 milhões de unidades de cópias domésticas em todo o mundo e no segundo trimestre 0,9 milhão de unidades, totalizando 4,1 milhões de unidades.
Foi relançado em DVD em 5 de novembro de 2013 contendo de brinde um boneco de elfo. Em outubro de 2014, 5,8 milhões de cópias foram vendidas em todo o mundo. Em julho de 2014, os direitos de distribuição do filme foram transferidos para a 20th Century Fox; anos depois, os direitos foram repassados para a Universal Pictures em 2018, após a compra da DreamWorks Animation pela Comcast/NBCUniversal. O filme foi relançado em DVD e Blu-ray em 5 de junho de 2018, pela Universal Pictures Home Entertainment.

## Recepção

### Resposta crítica
No site agregador de críticas Rotten Tomatoes, o filme tem um índice de aprovação de 74% com base em 160 críticas, obtendo uma classificação média de 6,60/10; o consenso crítico do site diz: "Uma espécie de 'Vingadores' para o ensino fundamental, A Origem dos Guardiões é maravilhosamente animado e possui ritmo acelerado, embora tenha uma narrativa mais moderada". O Metacritic atribui ao filme uma classificação 58/100 com base em 37 avaliações, o que indica "avaliações mistas ou médias". O público entrevistado pelo CinemaScore deu ao filme uma nota média "A" em uma escala de "A+" a "F".
Carrie Rickey, crítico de cinema do jornal The Philadelphia Inquirer, deu ao filme três estrelas e meia de quatro e descreveu que os personagens do filme têm "uma familiaridade primordial, como se tivessem sido desenvolvidos pela dupla Maurice Sendak e Walt Disney". Olly Richards, da revista Empire, escreveu: "É maravilhosamente projetado, habilmente escrito e frequentemente engraçado. Para crianças ou adultos, este é um filme de fantasia na qual não se pode perder". Michael O'Sullivan, do The Washington Post, também deu uma crítica positiva ao filme e disse: "Pensamentos se tornam coisas. Essa é a mensagem de A Origem dos Guardiões, um filme de animação encantador, embora um pouco sombrio e cheio de teias de aranha, sobre como acreditar em fábulas da nossa infância". Roger Ebert, do Chicago Sun-Times, deu ao filme três estrelas de quatro e escreveu em sua crítica: "Há um público certo para este filme. Não sou eu. Presumo que as crianças mais novas vão gostar da ação alucinante, da habilidade mágica de voar dos personagens e o jovem herói que se cansou de ser apenas um nome"; Ebert concluiu: “Os pais e irmãos mais velhos no cinema podem achar que o tempo de execução de 89 minutos é bastante longo”.
Todd McCarthy, do The Hollywood Reporter, chamou o filme de "uma farra de contos de fadas em 3D animada, mas derivada, para alguns heróis de ação improváveis". Por outro lado, Justin Chang, da Variety, disse: "Até os pequenos podem emergir sentindo-se um pouco intimidados por esta fantasia colorida, extenuante e hiperativa, que tem momentos de charme e beleza, mas muitas vezes se assemelha a uma fábrica de brinquedos explodindo, em vez de uma obra de encantamento honesto". Joe Morgenstern, do jornal The Wall Street Journal, disse que o filme "carece de um centro ressonante" e que o roteiro "parece ter sido escrito por um comitê, com membros fazendo lobby por cada personagem principal, e a ação, ambientada em vastos ambientes por todo o mundo, espalha-se tão sutilmente que os excessos de movimentos vicia a emoção do filme".

### Bilheteria
A Origem dos Guardiões arrecadou US$ 103,4 milhões nos Estados Unidos e Canadá e US$ 203,5 milhões em outros países, perfazendo um total global de US$ 306,9 milhões.
Na América do Norte, o filme estreou com US$ 32,3 milhões em seu fim de semana prolongado de cinco dias, e com US$ 23,8 milhões no fim de semana de três dias, alcançando o quarto lugar atrás de The Twilight Saga: Breaking Dawn – Part 2, Skyfall e Lincoln. A abertura do filme foi a estreia mais baixa de um filme da DreamWorks Animation desde Por Água Abaixo (2006). Embora o filme tenha arrecadado mais que o dobro de seu orçamento de US$ 145 milhões, a animação não conseguiu gerar lucro para a DreamWorks Animation devido aos seus altos custos de produção e marketing, representando uma perda extra de US$ 87 milhões da receita bruta do filme. Foi a primeira vez que o estúdio perdeu um lucro considerável em um filme de animação desde Sinbad - A Lenda dos Sete Mares (2003). Como resultado disso combinado com outros fatores, em fevereiro de 2013, a DreamWorks anunciou que estava demitindo 350 funcionários como parte de uma reestruturação de toda a empresa.

### Prêmios e Indicações
| Ano  | Prêmio        | Categoria                | Resultado |
| ---- | ------------- | ------------------------ | --------- |
| 2013 | Annie Awards  | Melhor filme de animação | Indicado  |
| 2013 | Globo de Ouro | Melhor filme de animação | Indicado  |

## Jogo
Um jogo de vídeo baseado no filme foi lançado pela D3 Publisher em 20 de novembro de 2012 na América do Norte, e lançado em 23 de novembro de 2012 na Europa. Ele permite aos jogadores realizar os Guardiões em sua batalha contra o Bicho-Papão. Ele está disponível no Wii U, Wii, Xbox 360, PlayStation 3, Nintendo DS e Nintendo 3DS.

## Possibilidade de sequência
Após o lançamento do filme, os criadores de A Origem dos Guardiões expressaram certa esperança de que a forte nota média "A" dada ao filme pelo público pesquisado pelo CinemaScore e uma reputação boca a boca positiva do público reuniriam apoio para a "chance de fazer uma sequência ou duas". O autor e co-produtor da série original do romance, William Joyce, também mencionou em março de 2013 que ainda estava em negociações sobre uma sequência com a DreamWorks Animation: "Há algo que estamos propondo e esperamos que eles queiram fazer".